# Parasimulium stonei
Parasimulium stonei är en tvåvingeart som beskrevs av Peterson 1977 och som är känd från Washington, Oregon och Kalifornien. Parasimulium stonei ingår i släktet Parasimulium och familjen knott. Inga underarter finns listade i Catalogue of Life.